# Aeroppia abdita
Aeroppia abdita är en kvalsterart som beskrevs av Pérez-Íñigo och Baggio 1997. Aeroppia abdita ingår i släktet Aeroppia och familjen Oppiidae. Inga underarter finns listade i Catalogue of Life.